# Sean Bell

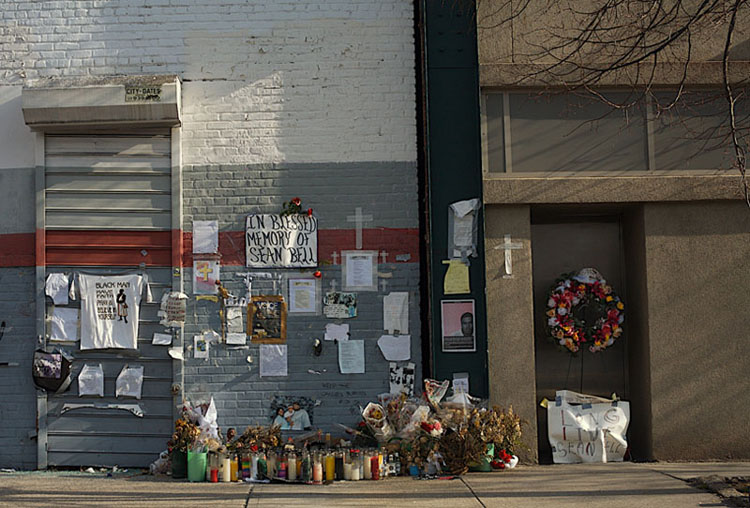
Ściana pamiątkowa nieopodal miejsca śmierci Bella

Sean Bell (ur. 18 maja 1983, zm. 25 listopada 2006) — Afroamerykanin zabity przez funkcjonariuszy policji NYPD w Nowym Jorku w listopadzie 2006 roku.
25 listopada 2006 roku na przedmieściach Nowego Jorku Sean Bell wraz z dwoma przyjaciółmi świętował w strip-klubie swój wieczór kawalerski. Po zakończeniu wieczoru wyszli z klubu i skierowali się w stronę zaparkowanego nieopodal samochodu. Cała trójka była już wcześniej aresztowana za posiadanie nielegalnej broni. W czasie kiedy przebywali w klubie byli obserwowani przez dwóch policjantów "po cywilnemu".
Według wersji jednego z policjantów Bell podczas zabawy w klubie wdał się w konflikt z jednym z gości klubu. W czasie pyskówki kolega Bella zaproponował, aby wyjść z klubu po pistolet (yo, get my gun). Kiedy trójka wsiadła do samochodu, kolejny policjant pracujący przed klubem także po cywilnemu wydał polecenie wysiąść z samochodu (według ofiar policjant nie poinformował kim jest). Bell próbował odjechać, jednak uderzył w stojący obok minivan, w którym siedziało kolejnych czterech policjantów. 
W tym momencie funkcjonariusze otworzyli ogień, wystrzeliwując w stronę ofiar ponad 50 kul. Należy zaznaczyć, iż troje ze strzelających policjantów również było Afroamerykanami, włączając tego, który wystrzelił pierwszy. Kolejnym faktem wartym podkreślenia jest to, iż jeden z policjantów, z 12-letnim stażem zdążył wystrzelić 31 kul (2 magazynki). 
Bell został zabity na miejscu, jego przyjaciele odnieśli poważne rany. W samochodzie ofiar nie znaleziono broni. 
W kwietniu 2008 roku sąd uniewinnił wszystkich policjantów. Wyrok wywołał protesty środowisk afroamerykańskich, które zorganizowały akcje protestacyjne przed budynkiem sądu.